# Sergei Kotow (Schiff)
Die Sergei Kotow (russisch Сергей Котов) war ein Patrouillenschiff des Projekts 22160 der russischen Marine. Es wurde am 5. März 2024 im Schwarzen Meer von ukrainischen Streitkräften mit maritimen MAGURA-V5-Drohnen angegriffen und nach Angaben des ukrainischen Geheimdienstes versenkt.
Das Schiff ist nach dem russischen Konteradmiral Sergei Kotow (1912–1999) benannt.
Das Schiff war nach der Iwanowez am 1. Februar und der Zesar Kunikow am 14. Februar das dritte bedeutende russische Schiff, das im Jahr 2024 von ukrainischen Streitkräften versenkt wurde.

## Geschichte
Die Sergei Kotow begann am 29. Oktober 2021 in Noworossijsk mit Seeerprobungen im Schwarzen Meer. Das Schiff sollte Ende 2021 an die russische Marine übergeben werden. Die Übergabe erfolgte jedoch erst am 16. Mai 2022. Am 30. Juli 2022 wurde das Schiff offiziell in Dienst gestellt und der Schwarzmeerflotte der russischen Marine zugeteilt.
Der erste festgestellte maritime Drohnenangriff auf die Sergei Kotow ereignete sich am 1. August 2023 und wurde vom russischen Verteidigungsministerium als erfolglos gemeldet. Der Angriff wurde mit drei Marinedrohnen auf die Patrouillenschiffen Sergei Kotow und Wassili Bykow der Schwarzmeerflotte durchgeführt. Am 14. September 2023 wurde die Sergei Kotow von einem ukrainischen unbemannten Oberflächenfahrzeug (USV) vom Typ MAGURA V5 angegriffen und beschädigt. Das russische Verteidigungsministerium bestätigte den Angriff, äußerte sich jedoch nicht zu den Schäden am Schiff.
Am 5. März 2024 gab der ukrainische Militärgeheimdienst an, dass Marinedrohnen das Schiff in der Nähe von Feodossija auf der Krim in der Nähe der Straße von Kertsch getroffen hätten. Der ukrainische Geheimdienst veröffentlichte ein Video des Angriffs.